# おんなの砦
『おんなの砦』（-とりで）は、東海テレビ制作・フジテレビ系列で、1991年4月1日～6月28日に放送された昼ドラマである。

## 概要
本妻と愛人の女の闘いを描いた作品。

## キャスト
- 水野久美[1]
- 若原瞳[1]
- 清水めぐみ[1]
- 立原美穂[1]
- 塚本信夫[1]
- 宮崎達也[1]
- 沖直美（現・沖直未）[1]
- 北村総一朗[1]

## スタッフ
- 演出 - 平松敏男、青木信也、小沢康彦
- 脚本 - 須川栄三[1]
- 音楽 - 桑原研郎[1]